# Norbert Aas

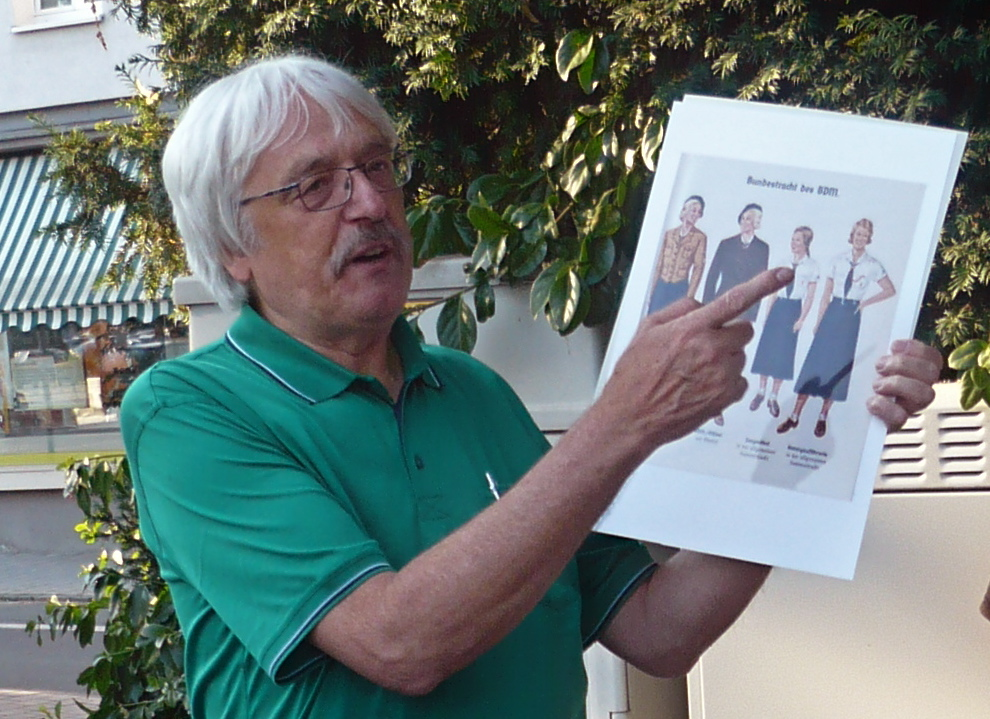
Norbert Aas während einer Stadtführung zum Thema Hitlerjugend in Bayreuth (2016)

Norbert Aas (geb. 18. Oktober 1950) ist ein deutscher Gymnasiallehrer, Ethnologe und Historiker mit dem Schwerpunkt Sozialgeschichte des 20. Jahrhunderts. Bei seinen Forschungen befasst er sich insbesondere mit der „zentralen Euthanasie“, den Sinti und Roma und der Bayreuther Evangelischen Kirche während des Dritten Reichs.
1980 wurde Aas Mitglied der Grünen, als ihn der NATO-Doppelbeschlusses von der SPD entfremdete. Der Autor mehrerer stadtgeschichtlicher Publikationen lebt in Bayreuth. Sein Bruder ist der Forstwissenschaftler und Direktor des Ökologisch-Botanischen Gartens der Universität Bayreuth Gregor Aas.
Aas engagiert sich in der Denkmalpflege und dem Erhalt alter Bausubstanz. Seine Schwerpunkte sind Sozialgeschichte und das Schicksal jüdischer Mitbürger. In unregelmäßigen Abständen lädt er zu thematischen Stadtführungen in Bayreuth ein. Am 26. Oktober 2016 zog er für Bündnis 90/Die Grünen als Nachrücker in den Bayreuther Stadtrat ein und wurde bei der Kommunalwahl des Jahres 2020 mit 7311 Stimmen als ältestes Ratsmitglied in diesem Amt bestätigt. Im Dezember 2020 legte er aus gesundheitlichen Gründen sein Mandat als Stadtrat nieder.

## Werke
- Von der Illegalität in Berlin zur Opposition in Bayreuth: Das Leben des unabhängigen Sozialisten Ewald Naujoks. Verlag von H.-J. Hagen’s Antiquariatsbuchhandlung, Bayreuth 1988, ISBN 3-926392-03-7.
- Koloniale Entwicklung im Bezirksamt Lindi (Deutsch-Ostafrika): Deutsche Erwartungen und regionale Wirklichkeit. Bumerang, Bayreuth 1989, ISBN 3-9802212-1-0.
- mit Ibrahim Salahi: Painting in Shades of Blackness. Bumerang, Bayreuth 1991, ISBN 3-9802212-4-5.
- mit anderen: Bayreuth – umgeguckt und hinterfragt: Ein kritischer Spaziergang durch die Geschichte der Stadt Bayreuth. Bumerang, Bayreuth 1992, ISBN 3-9802212-9-6.
- mit Werena Rosenke: Kolonialgeschichte im Familienalbum: Frühe Fotos aus der Kolonie Deutsch-Ostafrika. Unrast, 1992, ISBN 3-928300-13-X.
- mit Harald Sippel: Koloniale Konflikte im Alltag: Eine rechtshistorische Untersuchung der Auseinandersetzungen des Siedlers Heinrich Langkopp mit der Kolonialverwaltung in Deutsch-Ostafrika und dem Reichsentschädigungsamt in Berlin (1910–1929). Breitinger, Bayreuth 1997, ISBN 3-927510-50-5.
- Den Lauf der Dinge beeinflussen: Der nigerianische Künstler Obiora Udechukwu. Bumerang, Bayreuth 1999, ISBN 3-929268-11-6.
- mit Heike Schulz und Heike Götschel (Hrsg.): Erb- und Rassenhygiene in Bayreuth 1933–1945: Eine Dokumentation über Selektion in der Hilfsschule, Zwangssterilisierungen und „Euthanasie“-Tötungen. Bumerang, Bayreuth 2000, ISBN 3-929268-12-4.
- Verlegt – dann vergast, vergiftet, verhungert: Die Kranken der Heil- und Pflegeanstalt Bayreuth in der Zeit der Zwangssterilisation und „Euthanasie“. Bumerang, Bayreuth 2000, ISBN 3-929268-13-2.
- Das Schweigen wird gebrochen: Erinnerungen einer Sintezza an den Nationalsozialismus. Bumerang, Bayreuth 2003, ISBN 3-929268-16-7. als Coautor
- (Hrsg.): „Der Tod war mein ständiger Begleiter“: das Leben, das Überleben und das Weiterleben des Sinto Franz Rosenbach, von ihm selbst erzählt und dokumentiert von Norbert Aas, München: Bayerische Landeszentrale für Politische Bildungsarbeit 2005
- mit Helmut Paulus, Bernd Mayer, Siegfried Pokorny und anderen: Juden in Bayreuth: Verfolgung, Vertreibung – und das Danach. Bumerang, Bayreuth 2007, ISBN 978-3-929268-20-1.
- mit Stefan Kurth, Marlen Rabl und Raphaela Grygo (Hrsg.): Zwischen Weltanschauungskampf und Endzeitstimmung: Die Evangelische Kirche Bayreuths im Nationalsozialismus. Bumerang, Bayreuth 2010, ISBN 978-3-929268-24-9.
- mit Sylvia Habermann und anderen: Adel, Bürger, arme Leute. Eine Kirche führt zusammen.: 300 Jahre Ordenskirche Bayreuth-St. Georgen. Bumerang, Bayreuth 2011, ISBN 978-3-929268-23-2.
- ... und trotzdem wieder Bayreuth.: Hanneliese Reinauer-Wandersmann. Bumerang, Bayreuth 2011, ISBN 978-3-929268-25-6.